# 6. Sinfonie (Mozart)
Die Sinfonie F-Dur Köchelverzeichnis 43 komponierte Wolfgang Amadeus Mozart im Jahr 1767. Nach der Alten Mozart-Ausgabe führt die Sinfonie die Nummer 6.

## Allgemeines

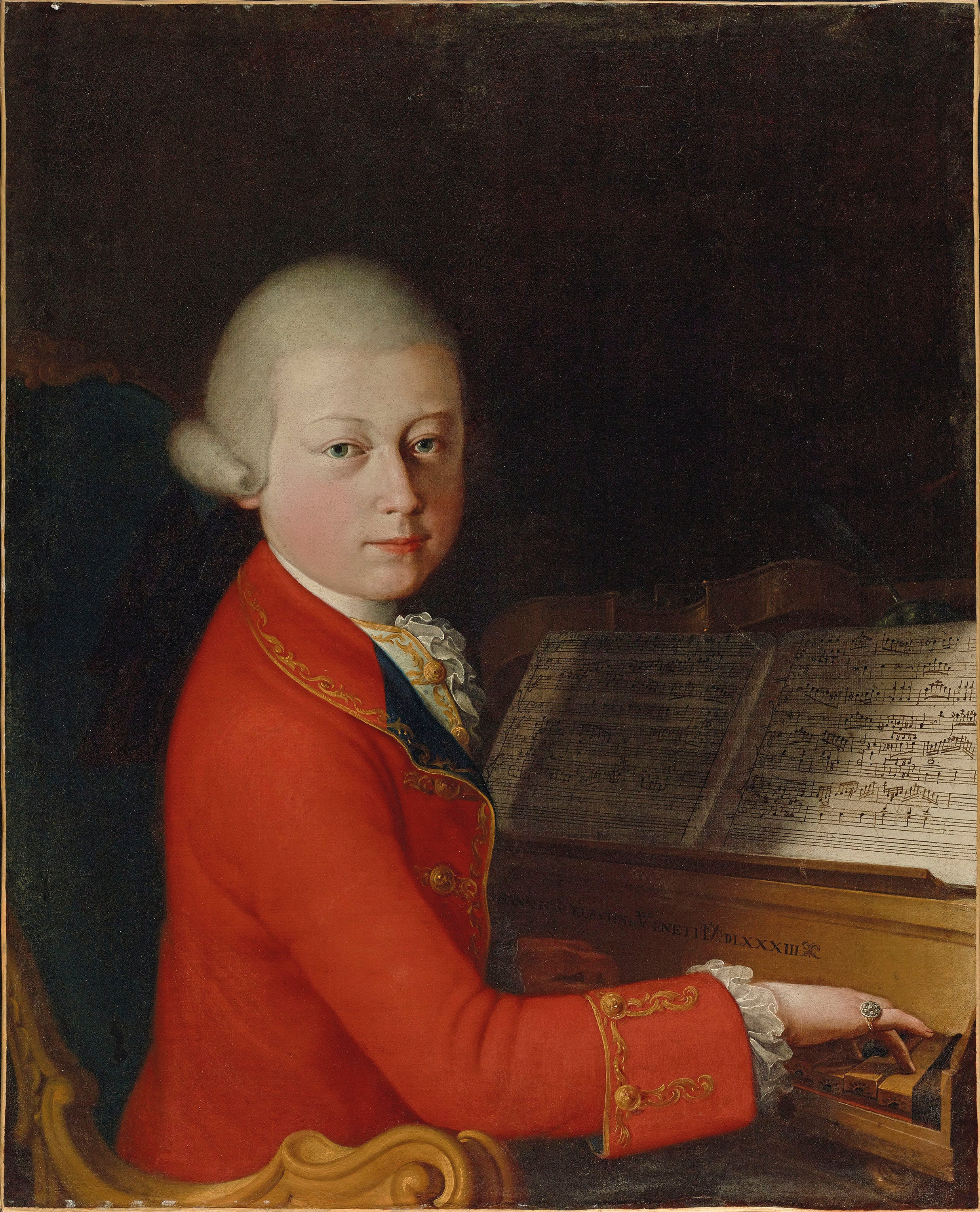
Mozart im Jahr 1770

Das Autograph der Sinfonie Köchelverzeichnis (KV) 43 trägt den Titel: Sinfonia di Wolfgango Mozart à Vienne 1767. Über der Jahreszahl steht die später wieder ausgestrichene Bemerkung à olmutz. In Olmütz (Nordmähren) hielten sich die Mozarts nur einmal zwischen dem 26. Oktober und dem 23. Dezember 1767 auf, als sie abrupt aus dem pockenverseuchten Wien fliehen mussten, die Erkrankung beider Kinder aber doch nicht verhindern konnten. Auf der Flucht aus Wien machten sie in Brünn Station, und Leopold Mozart verschob wegen der Krankheit ein geplantes Konzert auf den Zeitpunkt der Rückreise. Am 10. Januar 1768 kehrten die Mozarts nach Wien zurück. Vermutlich wurde KV 43 zwischen dem 15. September und dem 23. Oktober 1767 in Wien komponiert, in Olmütz während Wolfgangs Genesung von den Pocken abgeschrieben und (möglicherweise) am 30. Dezember in Brünn aufgeführt.

## Zur Musik
Besetzung: zwei Querflöten (diese nur im zweiten Satz), zwei Oboen, zwei Hörner in F, zwei Violinen, zwei Violen, Cello, Kontrabass. In zeitgenössischen Orchestern war es zudem üblich, auch ohne gesonderte Notierung Fagott und Cembalo (sofern im Orchester vorhanden) zur Verstärkung der Bass-Stimme bzw. als Continuo einzusetzen. Als Besonderheit sind bei KV 43 die geteilten Violen hervorzuheben.
Aufführungszeit: ca. 16 Minuten.
Bei den hier benutzten Begriffen in Anlehnung an die Sonatensatzform ist zu berücksichtigen, dass dieses Schema in der ersten Hälfte des 19. Jahrhunderts entworfen wurde (siehe dort) und von daher nur mit Einschränkungen auf KV 43 übertragen werden kann. Die Sätze 1, 2 und 4 entsprechen noch mehr der zweiteiligen Form, bei der der zweite Satzteil als modifizierter Durchlauf des ersten („Exposition“) angesehen wird. – Die hier vorgenommene Beschreibung und Gliederung der Sätze ist als Vorschlag zu verstehen. Je nach Standpunkt sind auch andere Abgrenzungen und Deutungen möglich.

### Erster Satz: Allegro
F-Dur, 4/4-Takt, 101 Takte
Der Satz beginnt forte im ganzen Orchester (Tutti) als Unisono-Fanfare des F-Dur - Dreiklangs, der im marschartig-punktierten Rhythmus vorgetragen wird:
Die Audiowiedergabe wird in deinem Browser nicht unterstützt. Du kannst die Audiodatei herunterladen.
Anschließend folgt ein Crescendo-Abschnitt mit aufsteigender Melodielinie in den Violinen, der zur Dominante C-Dur führt und diese in Takt 13 mit drei kräftigen Akkordschlägen erreicht. Vermutlich hat sich Mozart bei dieser Satzeröffnung an Johann Christian Bachs Sinfonie G-Dur op. 6 Nr. 1 von 1764 orientiert.
In Takt 13 schließt ein Abschnitt an, die das Fanfarenmotiv im Bass über Tremolo der Streicher und gehaltenen Bläserakkorden von C-Dur zur Doppeldominante G-Dur moduliert, wobei auch kurz a-Moll, c-Moll und D-Dur gestreift werden. Das zweite Thema (Takt 23–31) steht erwartungsgemäß in der Dominanttonart C-Dur und wird von den Violinen und den Violen (ohne Bass) piano vorgetragen. Kennzeichnend für die sanft-wiegende Melodie ist im Vordersatz ein ausgehaltener Ton der stimmführenden 1. Violine, auf den die übrigen Streicher nach einer Achtelpause versetzt antworten, im Nachsatz die chromatische Bewegung.
In der folgenden Passage (ab Takt 32) werden mehrere kleine Motive hintereinander gesetzt: Zunächst spielen beide Violinen versetzt jeweils eine eigene, eintaktige Floskel. Die dabei aufgebaute Spannung löst sich als kadenzartige Figur, an die sich zwei weitere Motive mit Akkordmelodik anschließen. Charakteristisch ist insbesondere das letzte, das aus im Staccato-Unisono vorgetragenen gebrochenen Dreiklängen besteht.
Der zweite Satzteil beginnt mit einem blockartigen Gegenübertreten von Forte-Tuttipassagen mit dem Fanfarenmotiv im Bass und darübergelegtem Tremolo analog Takt 13 ff. einerseits sowie einer Legato-Viertelbewegung der Streicher im Piano andererseits („Durchführung“). Überraschenderweise beginnt der Abschnitt im tonartlich entfernten A-Dur und wechselt dann im Quintenzirkel abwärts über d-Moll und G-Dur nach C-Dur. Die Überleitung zur „Reprise“ in Takt 69 ff. ist mit der Trillerfloskel analog Takt 10/11 gestaltet. Daran schließt sich jedoch nicht wie in der Exposition die Passage mit dem Fanfarenmotiv im Bass an, sondern das zweite Thema (Takt73 ff.). Die Reprise ist im weiteren Verlauf entsprechend der „Exposition“ strukturiert. Beide Satzteile werden wiederholt.

### Zweiter Satz: Andante
C-Dur, 2/4-Takt, 67 Takte
Die Klangfarbe wechselt gegenüber dem vorigen Satz: In der neuen Tonart C-Dur treten nun Flöten an die Stelle der Oboen, die stimmführende 1. Violine spielt gedämpft, die 2. Violine und die Bässe pizzicato, in Sechzehnteln „nuscheln“ die geteilt notierten Violen. Der ganze Satz ist durch seinen pastoralen Charakter und die sangliche Melodielinie gekennzeichnet. Er besteht aus einer Abfolge von meist zweitaktigen, wiederholten Motiven.
Die Audiowiedergabe wird in deinem Browser nicht unterstützt. Du kannst die Audiodatei herunterladen.
Die Motive in Takt 1–8 bzw. 13–20 sind dabei als erstes und zweites Thema interpretierbar (mit jeweils symmetrischem Aufbau). Für beide Themen sind Vorhalte charakteristisch, für den Überleitungsabschnitt (Takt 9–11) eine chromatische Melodielinie. Auf das zweite Thema folgt ein kadenzierender Abschnitt mit Trillerfloskel, der in die Schlussgruppe (Takt 27–30) mit abgesetzter Bewegung übergeht.
In Takt 31 ff. folgt zunächst der Vordersatzes vom ersten Thema als Variante, die Musik schwenkt dann jedoch in Takt 35 in eine Fortspinnung von Material des zweiten Themas um. Die „Reprise“ setzt in Takt 54 mit dem Nachsatz vom zweiten Thema ein. Beide Satzteile werden wiederholt.
Das Andante ist eine Bearbeitung eines Duettes aus der Komödie Apollo et Hyacinthus, KV 38. Es tritt in der Oper erst am Schluss nach dem Ende der eigentlichen Handlung auf: Zwei Nebenrollen philosophieren abstrakt über göttlichen Zorn und Gnadenverlust.

„Das elfjährige Wunderkind hat vielleicht wenig Inspiration aus dem Text geschöpft und scheint mehr die Situation vertont zu haben, wodurch ein Satz von fast sublimer Gelassenheit entstand.“

### Dritter Satz: Minuetto e Trio
F-Dur, 3/4-Takt, mit Trio 36 Takte
Das galante Menuett ist durch seine auftaktigen Triolen gekennzeichnet, die im ersten Teil abwärts, im zweiten Teil aufwärts geführt werden.
Die Audiowiedergabe wird in deinem Browser nicht unterstützt. Du kannst die Audiodatei herunterladen.
Auch das Trio für Streicher in B-Dur ist durch aufsteigende, auftaktige Triolen charakterisiert. Dabei sind im ersten Teil die Violinen, zu Beginn des zweiten Teils der Bass stimführend. Als Auflockerung dieses Schemas tritt zum Ende des Trios eine chromatische Unisono-Passage mit Synkopen auf.
Die Audiowiedergabe wird in deinem Browser nicht unterstützt. Du kannst die Audiodatei herunterladen.
Erste und zweite Hälfte des Menuetts sind mit jeweils acht Takten gleich lang, beim Trio ist die zweite Hälfte mit zwölf Takten etwas länger als die erste mit acht Takten.

### Vierter Satz: Allegro
F-Dur, 6/8-Takt, 110 Takte
Die Audiowiedergabe wird in deinem Browser nicht unterstützt. Du kannst die Audiodatei herunterladen.
Der Satz ist durch seine weitgehend durchlaufende, teilweise fast hämmernde Achtelbewegung gekennzeichnet und im Charakter einer Gigue bzw. mit Elementen von Jagd-Motivik gehalten. Das erste Thema (Takt 1–8) weist eine Frage-Antwort – Struktur auf. Nach kurzer Überleitung setzt in Takt 17 das zweite Thema in C-Dur im Piano ein. Es besteht aus gebrochenen, z. T. verminderten Dreiklängen der Violinen, unterlegt von Drei- bzw. Mehrklängen der Viola. Daraufhin (Takt 25 ff.) folgen mehrerer kleinerer (zwei- bis viertaktiger) Motive; die Exposition endet in Takt 47 mit Akkordmelodik auf C-Dur.
Der zweite Satzteil beginnt entsprechend in C-Dur mit dem ersten Thema, bringt dann aber in einer Fortspinnung neues Material mit betonten Vorhalten und die hämmernde Achtelbewegung im Forte-Unisono. Zudem tritt das zweite Thema in d-Moll auf. Anschließend folgt das Material entsprechend Takt 25 vom ersten Satzteil. Beide Satzteile werden wiederholt.